# 紙幣郵票博物館

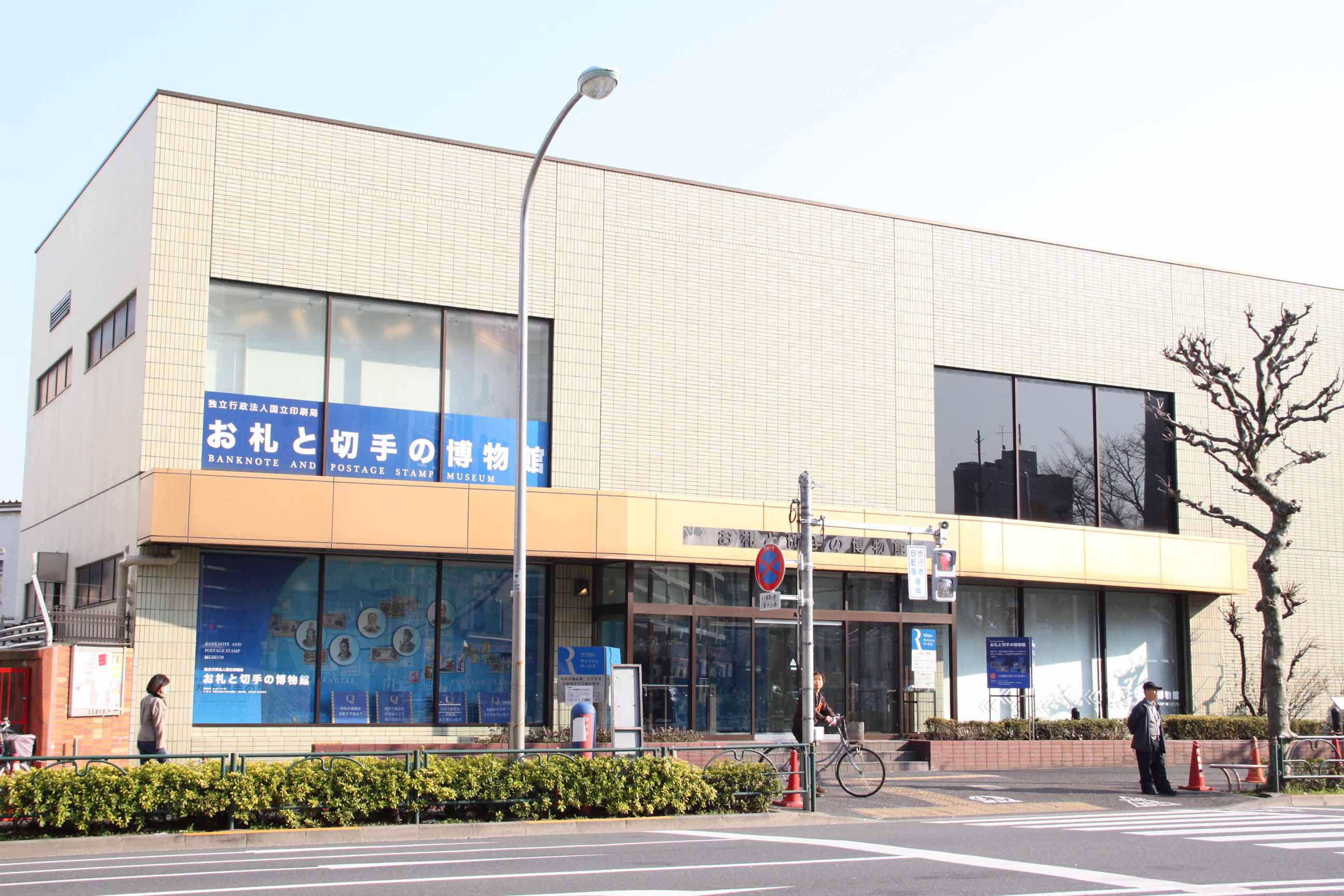
紙幣郵票博物館

紙幣郵票博物館（日语：お札と切手の博物館）是位於日本東京都北區王子的一家專門收集展示與紙幣和郵票有關展品的博物館。

## 历史
紙幣郵票博物館設立於1971年，最初是紀念大藏省印刷局設立100週年而開館。2003年後，該博物館改由獨立行政法人國立印刷局管理。2011年3月搬遷至現址。

## 外部連結
- お札と切手の博物館 （页面存档备份，存于）